# セイヨウキンシバイ
セイヨウキンシバイ（西洋金糸梅）とはオトギリソウ科の植物の一種。学名Hypericum calycinum。別名ヒメキンシバイ（姫金糸梅）。学名のカタカナ表記のヒペリカム・カリシナムで呼ばれることが多い。
小アジア原産の常緑小低木で枝は垂れ、地下茎を伸ばす。高さは30～60cm程度。花期は6～7月頃で黄色の花を咲かせる。本種は名前がセイヨウキンシバイまたはヒメキンシバイであるが、花はキンシバイにあまり似ていない。グラウンドカバーとして利用されることがある。